# Aheteprê
Aheteprê est selon certains spécialistes, dont Jacques Kinnaer, avec des dates de règne -1740/-1725 le quatrième roi de la XVIe dynastie. Pour d'autres, dont Dariusz Sitek, il est de la XIVe dynastie. Il n'est pas mentionné par le papyrus de Turin. Ses noms ne sont pas dans un cartouche. Il règne depuis la ville d'Avaris dans le delta du Nil. L'existence de ce roi n'est prouvée que par des inscriptions sur des scarabées. Son nom de naissance est Âmmou (l'Asiatique).  

## Titulature
Le nom de Sa-Rê Âmmou serait d'origine sémite.